# Thysanoplusia circumscripta
Thysanoplusia circumscripta is een vlinder uit de familie van de uilen (Noctuidae). De wetenschappelijke naam werd in 1831 gepubliceerd door Christian Friedrich Freyer.
De soort komt voor in Europa.